# Asura chrypsilon
Asura chrypsilon là một loài bướm đêm thuộc phân họ Arctiinae, họ Erebidae.